# الشيطان يعظ (فلم)
الشيطان يعظ هو فيلم مصري مأخوذ من قصة ورواية للأديب نجيب محفوظ، وأخرجه أشرف فهمي عام 1981.

## القصة
تدور قصة الفيلم حول عالم الفتوات في الحواري المصرية القديمة، حيث تبدأ القصة بموافقة الفتوة الأكبر على انضمام شاب إلى أتباعه، لكنه يطلب منه البحث عن أجمل فتيات الحارة، وعندما يعثر عليها الشاب يقع في حبها ويتزوجها ويطلب الحماية من فتوة آخر معادٍ لفتوة حارته، لكنه يغتصب امرأته لأنها كانت مخطوبة للفتوة الآخر قبل زواجها من الشاب انتقامًا منه، وفي النهاية يعود الشاب معتذرًا إلى فتوة حارته وتحدث معركة تنتهي بمقتل فتوة الحارة الأخرى على يد الشاب ثم يقتل الشاب على يد أحد أتباع الفتوة المقتول.

## الممثلين
- نور الشريف: شطة
- نبيلة عبيد: وداد
- فريد شوقي: الدينارى
- كريمة مختار: والده شطه
- توفيق الدقن: الطباع
- عادل أدهم : الشبلى
- حافظ أمين: والد وداد
- سعيد صالح: ضيف شرف

## روابط خارجية
- مقالات تستعمل روابط فنية بلا صلة مع ويكي بيانات
- صفحة الفيلم في في الفن